# 에른스트 헤르만 힘러
에른스트 헤르만 힘러(독일어: Ernst Hermann Himmler, 1905년 12월 23일 ~ 1945년 5월 2일)는 나치 독일의 친위대 SS국가지도자 하인리히 힘러의 동생이다.
뮌헨에서 태어났으며 1928년에 대학교를 전기공학으로 졸업했다. 에른스트는 1931년 11월 1일 나치당에 입당했으며, 1933년에는 SS에 입단했고 힘러의 도움으로 베를린의 라디오 회사에서 일자리를 얻었다.
에른스트는 곧 라이히 방송 조직 내의 감독이 되었으며, 여러 번 그가 힘러에게 방송계의 내부 정보를 제공했다. 결국 에른스트는 1939년에 돌격대지도자의 지위에 올랐으며, 1945년 5월 2일 베를린에서 연합군과의 치열한 전투 중에 전사했다.
작가 카트린 힘러는 그의 손녀이기도 하다.